# Лама (озеро)
Ла́ма — озеро в Красноярському краї Росії, на Таймирському півострові. Протікає на крайньому заході плато Путорана, північно-західній частині Середньосибірського плоскогір'я.
Улоговина озера має тектонічне походження. Озеро витягнуте у широтному напрямку. Береги високі (600 м).
Площа озера становить майже 318 км². Довжина — 80 км, максимальна ширина — 8 км, глибина — понад 300 м. Температура води цілий рік досить низька.
В озеро впадають річки Мікчангда, Нєралах, Кигим, Капчук. Через озеро Мілке та річки Лама і Норільську стікає до озера Пясіно.